# Klein-Ravels
Klein-Ravels is een gehucht ten noorden van de kern van de Antwerpse plaats Ravels.
Het gehucht ligt aan de weg van Turnhout naar Tilburg. Deze weg werd omstreeks 1854 aangelegd. Langs deze weg ontstond bebouwing in de richting van Ravels. Aan de nabijgelegen Onze-Lieve-Vrouwstraat 3-5 werd in 1925 een preventorium opgericht door de Gasthuiszusters van Turnhout, waar verzwakte kinderen konden aansterken. In 1985 werd dit initiatief beëindigd en werd dit preventorium omgebouwd tot bejaardentehuis. De laatste zusters verlieten de instelling in 2002 en in 2003 werd de instelling een woon- en zorgcentrum (WZC).
In 1927 werd te Klein-Ravels door de zusters een Lourdesgrot gebouwd.